# Henriette-Julie de Castelnau de Murat

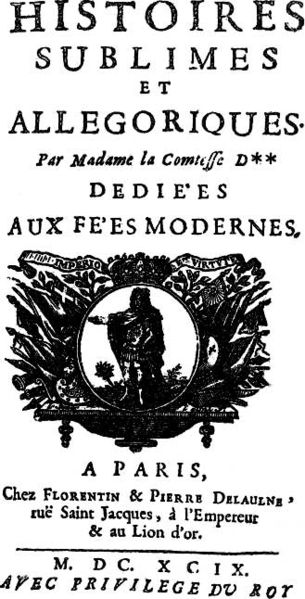
Les Histoires sublimes et allégoriques de H.-J. de Murat

Henriette-Julie de Castelnau, condessa de Murat (Brest, 1670 - Castelo da Buzardière, Condado do Maine, 29 de setembro de 1716), foi uma romancista francesa.
Henriette-Julie de Castelnau desposou aos 16 anos de idade o conte de Murat, sargento dos exércitos do rei. Ela foi exilada em Loches por solicitação de Madame de Maintenon que a acusou de haver cooperado na feitura de um libelo injurioso à corte de Luís XIV. Durante o exílio, ela escreveu diversos romances. Em 1715, o Duque de Orleães pôs fim ao exílio.

## Obras principais
- Mémoire de ma vie (1697)
- Nouveaux Comtes de fées (1698)
- Le Voyage de campagne (1699)
- Histoires sublimes et allégoriques (1699)
- Les Lutins du château de Kernosy (1710)

### Obrasonline
- (em francês)-Contes de fées, Paris, C. Barbin, 1698
- (em francês)-Histoires sublimes et allégoriques, Paris, J. et P. Delaulne, 1699
- (em francês)-Les lutins du château de Kermosy, Amsterdão; Paris, s.n., 1788
- (em francês)-Le voyage de campagne, Amsterdão ; Paris, s.n., 1788
- (em francês)-Les nouveaux contes des fées, Paris, Vve Ricœur, 1710
- Mémoires de Madame la comtesse de M***, 2 vols. Paris, C. Barbin, 1697
- (em francês)-Mémoires de Mme la Ctesse D*** avant sa retraite, servant de réponse aux Mémoires de Mr. St-Évremont, Amsterdão, J.-L. de L’Orme, 1698